# Václav Motlík
Václav Motlík (14. ledna 1914 – ???) byl český a československý politik Komunistické strany Československa a poslanec České národní rady a Sněmovny národů Federálního shromáždění za normalizace.

## Biografie
K roku 1969 se uvádí bytem Horšice (okres Plzeň-jih), původní profesí jeřábník. Absolvoval základní školu a dvouletou ekonomickou zemědělskou školu. Byl předsedou JZD Velký říjen v Horšicích. Byl nositelem titulu Vynikající pracovník socialistického zemědělství a Budovatel socialistického zemědělství. Byl členem představenstva Okresního zemědělského sdružení Plzeň-jih, výboru ZO KSČ a místopředsedou přípravného výboru HD v Přešticích.
Po provedení federalizace Československa usedl v lednu 1969 do Sněmovny národů Federálního shromáždění. Do federálního parlamentu ho nominovala Česká národní rada, kde rovněž zasedal. Ve FS setrval do konce funkčního období, tedy do voleb roku 1971. Déle působil v ČNR, kde obhájil mandát ve volbách roku 1971 a zasedal v ní do voleb roku 1976.